# ری‌اکسیس
ری‌اکسیس (به انگلیسی: Reaxys) یک ابزار مبتنی بر وب برای بازیابی اطلاعات شیمی و اطلاعات منتشر شده در منابع علمی مانند مجلات و ثبت اختراعات است. این اطلاعات شامل ترکیبات، واکنش‌ها و خواص شیمیایی، اطلاعات کتابشناختی مربوطه، داده های مربوط به مواد شیمیایی و همچنین روش های تجربی برگرفته از مجلات و ثبت اختراعات برای سنتز یک ماده. این ابزار تحت وب دارای مجوز پایگاه الزویر می‌باشد. 
ری‌اکسیس در سال ۲۰۰۹ به عنوان جایگزین پایگاه کراس‌فایر (CrossFire) راه اندازی شد. هدف از توسعه این ابزار دسترسی متخصصین به اطلاعات جاری و ثبت شده مربوط به مواد شیمیایی آلی، معدنی و آلی-فلزی از منابع قابل اعتماد از طریق یک رابط کاربری آسان بوده است. 

## همچنین نگاه کنید
- پایگاه داده Beilstein